# 灵境乡
灵境乡，是中华人民共和国山西省忻州市五台县下辖的一个乡镇级行政单位。2021年5月，撤销灵境乡，整建制并入耿镇镇。

## 行政区划
灵境乡下辖以下地区：
灵境村、东金河村、大坪村、水泉洼村、椿坪村、闫家岭村、蒲州营村、西湾子村、补子沟村、少军梁村、黑龙池村、回龙梁村、回龙岩村、回龙底村、白龙池村、刘定寺村、南峪村、班老窑村、宝山怀村、小草坪村、大草坪村、窑坡村、金银湾村、贺家村、马头口村、油房湾村、柳林岩村和水沟村。